# Musaylima
Musaylimah (en árabe: مسيلمة) o Maslamah ibn Ḥabīb (en árabe: مسلمة بن حبيب) fue uno más de una serie de individuos que se autoproclamaban profetas en la época de Mahoma. Se le considera, por parte de la tradición islámica, como un falso profeta, y se le denomina "el mentiroso" (en árabe: الكذّاب al-Kaḏḏāb).

## Nombre y biografía
El nombre Maslamah ibn Ḥabīb, indica que pertenecía a la tribu Banu Haifa, una de las más grandes de Arabia y originaria del Najd. La mayoría de los Banu Hanifa eran cristianos. Uno de los primeros registros sobre él indica que llegó a Medina con una delegación de su tribu que incluía algunos de sus hombres más prominentes. Cuando llegaron, Musaylima se quedó en la entrada con los camellos mientras los demás ingresaban a la ciudad. La delegación habló con Mahoma y se convirtieron al islam renunciando al cristianismo sin reparos. Como era su costumbre, Mahoma entregó regalos a los delegados y uno de ellos dijo: "Hemos dejado a uno de nuestros compañeros cuidando nuestras monturas." Mahoma les dio regalos para él también y les dijo "Él no es menos que vosotros por quedarse en el campamento cuidando la propiedad de sus compañeros." A su regreso, convirtieron a toda la tribu al islam y levantaron una mezquita en Yamama para comenzar las oraciones regulares.

## Vida como profeta
Musaylimah (en árabe: مسيلمة) o Maslamah ibn Ḥabīb (en árabe: مسلمة بن حبيب) como autonombrado profeta de Dios o manifestación de Dios dijo que entre sus predecesores se contarían Abraham, Moisés y Jesús de Nazaret. Sus enseñanzas casi se perdieron, pero existe una revisión neutral de ellas en el Dabestan-e-Mazaheb. Prohibió la carne de cerdo y el vino, prescribía tres oraciones diarias a Alá hacia cualquier dirección, el ayuno solo nocturno por ramadán, y no pedía la circuncisión.
Se decía que era un mago experto que deslumbraba a las multitudes con sus trucos. Podía meter un huevo en una botella, así como desplumar un ave, volver a colocarle las plumas y hacer que saliese volando. Los crédulos creían que tenía un don divino. Musaylima incluso se llamaba a sí mismo Rahman, lo que sugiere que se atribuía la divinidad. Cada vez eran más los que lo aceptaban como profeta junto con Mahoma. Su influencia y autoridad crecían a la par. Empezó a componer versos y ofrecerlos como revelaciones coránicas. La mayoría de estos versos exaltaban a su tribu, los Banu Haifa, sobre los Quraysh.
Musaylima le propuso a Mahoma compartir el poder en Arabia. Le escribió una carta en 630, que empezaba: "Desde Musaylima, el Mensajero de Alá, a Mahoma, el Mensajero de Alá." Mahoma le contestó con otra rechazando la propuesta, que empezaba: "Desde Mahoma, el Mensajero de Alá, a Musaylima, el gran mentiroso."

## Matrimonio con Sajah y muerte
Durante el movimiento de apostasía que surgió tras la muerte de Mahoma en 632, Sajah se declaró profetisa al enterarse de que Musaylima y Tuhaila se habían proclamado profetas. Unas 4.000 personas se reunieron en torno a ella para ir contra Medina, y más se le unieron en camino. Sin embargo, su planeado ataque a Medina fue cancelado tras conocer que el ejército de Khalid ibn al-Walid había derrotado a Tuhaila. Entonces, buscó la cooperación de Musaylima para oponerse a Khalid. Pronto se casó con él y aceptó su profecía. Musaylima luchó contra Khalid en la batalla de Yamama y allí fue muerto por Wahshi ibn Harb, el mismo hombre que había matado al tío de Mahoma, Hamza, en la batalla de Uhud. Después de la muerte y derrota de Musaylima, Sajah se convirtió al islam.